# Elevator (película)
Elevator es un thriller estadounidense publicado en 2011, dirigida por Stig Svendsen.Sigue los problemas y conflictos de nueve desconocidos que de camino a una fiesta empresarial se encontraron atrapados en un elevador de Wall Street 49 pisos por encima de Manhattan. Uno en el grupo posee una bomba. Los acontecimientos en la película siguen los intentos del grupo por escapar, con el racismo, la codicia y la venganza siendo elementos clave mientras todos luchan por sobrevivir. La película está vagamente basada en la experiencia real de un aprendiz de conserje en Glasgow, Escocia.

## Trama
Nueve personas abordan un ascensor en un rascacielos de 52 pisos de altura de la Ciudad de Nueva York: Mohammed guardia de seguridad, Mauren reportero de televisión y su prometida Don; el comediante George, la recientemente enviudada Jane, Martin el empleado con sobrepeso, Celine la embarazada, y Henry Barton el dueño del edificio junto a Madeline su nieta consentida de 15 años, los cuales se encuentran de camino a una fiesta empresarial en el último piso.
Camino arriba, George, un claustrofóbico, entra en pánico y en el piso 49, Madeline presiona el botón de detención de emergencia para atormentarlo. Henry presiona el botón del vestíbulo, pero el elevador solo desciende unos cuantos metros y se detiene. Henry presiona el botón de aviso y alerta a la seguridad. Cuando el elevador falla en moverse, la seguridad despliega una brigada de mantenimiento.
Mientras esperan la ayuda, el grupo habla entre sí. Jane, quien dice que su hijo murió en Iraq el último año, confronta a Henry y menciona que su esposo lo perdió todo porque las inversiones de Barton impulsaron bonos basura. En su enojo, planeó "dejar algo claro" en la fiesta. De la nada, Jane colapsa y muere de un ataque al corazón, pero antes de morir, ella admite tener una bomba. Después de discutir, Celine revisa el cuerpo de Jane y encuentra la bomba asegurada alrededor de su cintura por medio de un candado de bicicleta. Don intenta buscar una salida por medio del techo, sin éxito.
Don evita que Celine fume, y Celine pregunta cuándo se convirtió en un padre preocupado. Maureen escucha y exige una explicación; Don confiesa que él es posiblemente el padre del bebé no nacido de Celine. Maureen está enojado. Henry llama a la seguridad una vez más, pero los hace enojar y dejan de responder. Maureen documenta los acontecimientos con su teléfono y los envía a su programa de televisión, el cual toma la historia y empieza a reproducir las fotografías que ella ha tomado.
Los demás fuerzan las puertas, y don intenta escalar fuera.  La apertura es demasiado pequeña, pero usa el bastón de Jane para presionar el botón de llamada. Al mismo tiempo, Madeline presiona varios botones en el panel de control. los frenos del elevador se desactivan, y el brazo de Don es destruido. Mohammed usa una corbata como torniquete para ralentizar la hemorragia. Henry queda confundido y en shock. George sugiere que abran las puertas otra vez para ver si el elevador se ha alineado con algún piso en su caída, pero descubrieron que el ascensor se detuvo en medio de dos pisos, para su infortunio. Martin pone las noticias locales en su celular, y observan una entrevista en vivo con el creador de la bomba. El hombre fue buen amigo del hijo de Jane y sintió que le debía a su familia. Estima que detonará en 10 minutos.
Desesperado, George sugiere desmembrar el cuerpo de Jane para separarlo de la bomba y tirarla por el vacío. Cuando pierde la paciencia, un enojado Henry toma el control, y George haciéndole prometer a cada persona $1 millón si sobreviven. mientras intentan desbaratar la bomba, un guardia de seguridad por el intercomunicador les dice que un escuadrón antibombas está ahí y baja el elevador. Abren la puerta, crean una pequeña abertura, y ayudan a todos menos a Martin a escapar. Cuando solo queda Martin, él sabe que la apertura no es lo suficientemente grande para que pueda caber. George ordena desesperadamente a los miembros del SWAT que suban el elevador para rescatar a Martin. Mientras descienden el elevador al sótano para sacarlo, Martin solloza, sabiendo que su muerte es inminente. Antes de que la bomba explote, recupera la compostura y se da cuenta de que él es el héroe ya que ayudo a todos a sobrevivir.
Don es llevado al hospital, y George le pregunta a Henry acerca del million de dólares que prometió a cada uno del grupo, lo cual el ignora. George and Mohammed tuvieron una breve conversación fuera del edificio acerca de qué les espera. Un reportero le pregunta a George como permaneció tan valiente durante el sufrimiento, a lo que George miente y dice que tuvo que mantener la calma para todos los presentes, seguidamente corre después de una llamada de su esposa, la cual no tuvo ni idea de lo que pasó, para tomar algo de la tienda. Mohammed se queda mirando.

## Elenco
La película presenta un elenco coral :
- Christopher Backus como Don Handley, administrador de fondos mutuos de Barton, prometido de Maureen.
- Anita Briem como Celine Fouquet, una empleada de fondos mutuos de Barton que está embarazada.
- John Getz como Henry Barton, director ejecutivo de Barton Investments.
- Shirley Knight como Jane Redding, una mujer recién enviudada cuyas inversiones en Barton se derrumbaron recientemente.
- Rachel y Amanda Pace como Madeline Barton, la nieta de 10 años de Henry Barton.
- Devin Ratray como Martin Gossling, administrador de fondos mutuos de Barton.
- Joey Slotnick como George Axelrod, un comediante claustrofóbico que fue fichado en el último minuto.
- Tehmina Sunny como Maureen Asana, reportera de investigación de una estación de noticias local, prometida de Don.
- Waleed Zuaiter como Mohammed, un guardia de seguridad.[4]
- Michael Mercurio como el fabricante de bombas

## Lanzamiento
Se rumoreaba que se estrenaría en 2011, pero hubo proyecciones previas en la Escuela de Cine y Televisión de Australia, la Universidad del Sur de California y la Escuela de Cine de Los Ángeles. La película se estrenó en Estados Unidos en agosto de 2011.[cita requerida]</link>
Steve Barton de Dread Central lo calificó con 3,5/5 estrellas y escribió: "Al final, da en el blanco mucho más de lo que falla y fácilmente se ubica entre algunos de los mejores thrillers del año". Karin Crighton de HorrorTalk la calificó con 3/5 estrellas y escribió que la película no estuvo a la altura de su potencial.